# Данило Острозький
Данило Острозький, або Данило Василькович (пом. після 1366 — до 1370 / 1376) — князь на Острозі, перший історично відомий князь Острозький, також князь холмський (1352—1366), турівський.

## Походження
Походження Острозьких достовірно не встановлено. В історичних джерелах рід з'являється у 1386 році, коли згаданий князь Федір Острозький. Його батьком вважається Данило, походження якого залишається дискусійним.
Існує кілька гіпотез про походження Данила Острозького.

### Версія про походження від роду Галицьких
На думку Леонтія Войтовича, походження князів Острозьких залишається дискусійним, хоча він вважає князя Данила сином слонімського, та, можливо, острозького князя Василька Романовича (1256/60—поч. XIV ст.), сина князя Романа Даниловича (бл. 1230—бл. 1261) та онука короля Данила. Також цей дослідник стверджував, що здогадка Зигмунта Радзіміньського про походження Острозьких від незнаних конунгів вікінгів, які осіли на Волині мало не в часи Рюрика, нічим не підтверджується. Свого часу Стефан Кучинський стверджував, що князь Данило, без сумніву, представник династії Гедиміновичів. Цієї ж думки притримувався інший польський дослідник, Юзеф Пузина, який вважав Данила сином литовського князя Наримунта Гедиміновича. Михайло Максимович відкидав цю версію. У своїй праці «Листи про князів Острозьких до графині А. Д. Блудової» він виводив рід від турово-пинських Рюриковичів.

### Інші версії
Існували й інші версії походження Острозьких. За однією з них, Острозькі князі походять від князів Городенських. Існувала також версія про те, що Данило, родоначальник Острозьких, був галицьким боярином, що привласнив собі князівський титул.

## Життєпис
Відомо про Данила не дуже багато. Його ім'я згадується в двох синодиках: Холмському (поз. 1) і Києво-Печерському (поз.91, 303). За дослідженнями Л. Войтовича, Данило отримав свою долю до 1340 року. Також Войтович вважає, що в період 1352-1366 років Данило був князем холмським. Г. О. Власов вважав Данила Слонімським князем.
Вперше згаданий у 1340 році: тоді він разом з воєводою Дмитром Детьком після нападу польських вояків привів татар на допомогу князю Дмитрові-Любарту. Польські хроністи називали його по-різному: Мартін Кромер (1512—1589) — Daniele Ostrogio, а Янко з Чарнкова, якого пізніше використали Ян Длугош та Марцін Бєльський — Данилом з Острова (Daniele de Ostrow).
З його ім'ям пов'язують побудову Мурованої вежі Острозького замку[джерело?].
У 1341 році був учасником повстання проти короля Казимира. За даними Дениса Зубрицького, разом з князем Дашком з Перемишля 1341 (або 1344) року очолили звільнення Львова, Галичини від польських окупантів. Щоправда, для цього використали допомогу татар.
Збудував замок в Острозі. Брав участь у битвах з хрестоносцями, учасник битви на Синіх Водах. Перший представник роду, який отримав поселення Дубно.

## Шлюб і діти
За Києво-Печерським патериком, дружину Данила звали Василіса. Діти:
- Юрій (Андрій) (пом. близько 1377)[16], князь Холмський у 1370—1377[11];
- Михайло (пом. 12 серпня 1399), князь Холмський у 1383—1387[11];
- Дмитро (пом. 12 серпня 1399)[11];
- Анастасія; чоловік: Іван Олександрович, князь Глинський[11];
- Федір (близько 1365 — після 1437), князь Острозький[11];
- Олександр (Олексій)[11][17];
- донька[18]; чоловік: Роман Федорович (помер після 1416), князь Кобринський і Ратненський[11].